# Przedbórze
Przedbórze (ukr. Передвір'я) – wieś na Ukrainie, w rejonie jaworowskim obwodu lwowskiego. Wieś liczy około 230 mieszkańców.

## Historia
W drugiej połowy XIX wieku właścicielem dóbr tabularnych Przedborze (wzgl. Przedworze) był br. Seweryn Horoch.
W II Rzeczypospolitej do 1934 samodzielna gmina jednostkowa. Następnie należała do zbiorowej wiejskiej gminy Wielkie Oczy w powiecie jaworowskim w woj. lwowskim. Po wojnie wieś weszła w struktury administracyjne Związku Radzieckiego.